# Château du Méjanel
Pour les articles homonymes, voir Pierre Méjanel.
Le château du Méjanel est un château situé en France sur la commune de Recoules-Prévinquières, dans le département de l'Aveyron en région Occitanie.
Il fait l'objet d'une inscription au titre des monuments historiques depuis le 17 juin 1991.
Il présente un intérêt d'histoire et d'art certain, du fait de la préservation jusqu'à nos jour des caractères architecturaux et de défenses propres aux « repaires » rouergats de la Renaissance. Construit avec des matériaux calcaires et dolomitiques du secondaire (Lias) affleurant à proximité, il s'intègre parfaitement, ainsi que les maisons anciennes du hameau qui l'entourent, dans le paysage de cette bordure du causse de Sévérac. Cette harmonie provient de l'utilisation intuitive par les bâtisseurs du XVIe siècle, des matériaux disponibles dans leur environnement immédiat ; de plus, ces constructeurs évitaient ainsi le transport sur une grande distance d'un cubage important de pierres, ceci à une époque où les moyens de transport (charrois) étaient encore primitifs.

## Description
Le château (ou « repaire ») du Méjanel est fort peu connu et mérite pourtant de l'être car il constitue, du fait de ses caractères architecturaux typiques, un bon exemple des « repaires » ou maisons fortes construits aux XVe et XVIe siècles en Rouergue ; ceci lui a valu en 1991 d'être inscrit à l'Inventaire supplémentaire des Monuments historiques. Il a en particulier conservé intacts ses moyens de défense du XVIe siècle : ses meurtrières, ses bouches à feu, ses canonnières situées sur ses tours et ses murailles et la bretèche surmontant la porte d'entrée.

### Cadre géographique et géologique
Le château du Méjanel est situé dans le hameau du même nom, sur la route D96 conduisant à Vezins-de-Lévézou, à 2,5km de Recoules-Prévinquières, village proche de Sévérac-le-Château, dans la haute vallée de l'Aveyron. Le Méjanel est installé au bord d'un cours d'eau modeste, le ruisseau de Caissac, affluent de l'Olip, rivière qui se jette elle-même dans l'Aveyron. Il se situe, d'un point de vue géologique, à la limite nord du massif cristallin du Lévézou (socle métamorphique constitué de gneiss, de leptynites et de schistes) et au contact du plateau calcaire liasique (Jurassique) du causse de Sévérac. Des formations primaires permo-carbonifères sont coincées entre les deux unités précédentes, ce qui a valu au Méjanel de connaître des exploitations épisodiques (jusqu'en 1946) de couches de houille du Stéphanien aux quartiers d'exploitation de la Bascule et de la Chapelle (production totale de 0,1 à 0,2 MT).
Le hameau, situé à 672m d'altitude, est niché dans un repli de vallée, en contrebas des pentes boisées du Lévézou (900 à 1000m) plantées de châtaigniers, chênes, hêtres et conifères et dominées au nord-est par le petit plateau calcaire de la Fageole (802m) à végétation caussenarde (petits chênes rabougris et lande à moutons) au milieu des rochers et des éboulis.

### Description du château
Le « repaire » est bâti dans un vaste enclos en bordure ouest de la partie haute du village. Sa terrasse occidentale, limitée par un mur de soutènement, domine de quelques mètres le lit du ruisseau de Caissac qui longe le pré attenant au château. Celui-ci est construit directement sur le rocher qui affleure par endroits. C'est une solide et austère bâtisse de forme rectangulaire, comportant deux corps de logis reliés par une tour d'escalier desservant les deux parties décalées verticalement d'un demi-étage. Le château est flanqué au sud de deux tours longues et à l'angle nord-est d'une échauguette. En revanche, l'angle nord-ouest est dépourvu de toute défense. Comme l'écrit Jacques Miquel (1981) : « La maison-forte du Méjanel constitue le stade le plus évolué (parmi les « repaires » aveyronnais) avec un flanquement pratiquement total. Le vaste corps de logis est flanqué sur l'un de ses murs pignons par deux petites tourelles très saillantes, avec des bouches à feu de la fin du XVIe siècle... L'un des angles du mur pignon, situé sur le côté où le château est en position légèrement dominante, ne possède aucun flanquement. Son autre face où se trouve la tourelle d'escalier est flanqué d'une très haute échauguette, partant du niveau du premier étage jusqu'à la toiture. De façon très curieuse, la tourelle d'escalier située au milieu d'un des grands côtés n'est en saillie que sur une moitié du mur. Une bretèche, située tout en haut du mur, défend la porte percée perpendiculairement. Ce plan très inhabituel s'explique par un agrandissement probable de l'édifice au-delà de la tourelle d'escalier, avec un mur s'alignant non pas sur celui qui se trouve de l'autre côté de l'escalier, mais au niveau de la tourelle et flanqué à l'angle d'une simple échauguette ».
On remarque la rareté des ouvertures au rez-de-chaussée pour des raisons de défense et l'existence de nombreuses fenêtres à meneaux. Sur les tourelles et les murs sont percées de nombreuses meurtrières : canonnières à tir horizontal dans les parties basses des tourelles méridionales (typiquement du XVIe siècle), fusillère à redent, à la base de l'échauguette, qui pourrait être plus tardive. En revanche, Charles-Laurent Salch, directeur du Centre d'archéologie médiévale de Strasbourg (lettre de 1979), s'est demandé si la meurtrière à fente verticale élargie d'une bouche à feu ronde située en partie basse de la tourelle sud-est, ne pourrait pas être plus ancienne (première moitié du XVe siècle) et constituerait « soit une partie plus ancienne conservée d'une maison-forte qui aurait été profondément remaniée aux XVIe et XVIIe siècles, soit un simple remploi ou un archaïsme ».
A l'intérieur de la demeure, notons la présence d'un bel escalier à vis en parfait état, réalisé en calcaire du pays, une cheminée monumentale avec, en son centre, les armes du constructeur du château, au premier étage de l'aile sud et la très vaste ancienne cuisine voûtée située au rez-de-chaussée de l'édifice.
La toiture, à l'origine, était constituée d'épaisses lauzes calcaires dites tioulas, qui ont été remplacées par des ardoises sauf pour la tour d'escalier qui a conservé le matériau d'origine, son sommet étant voûté.

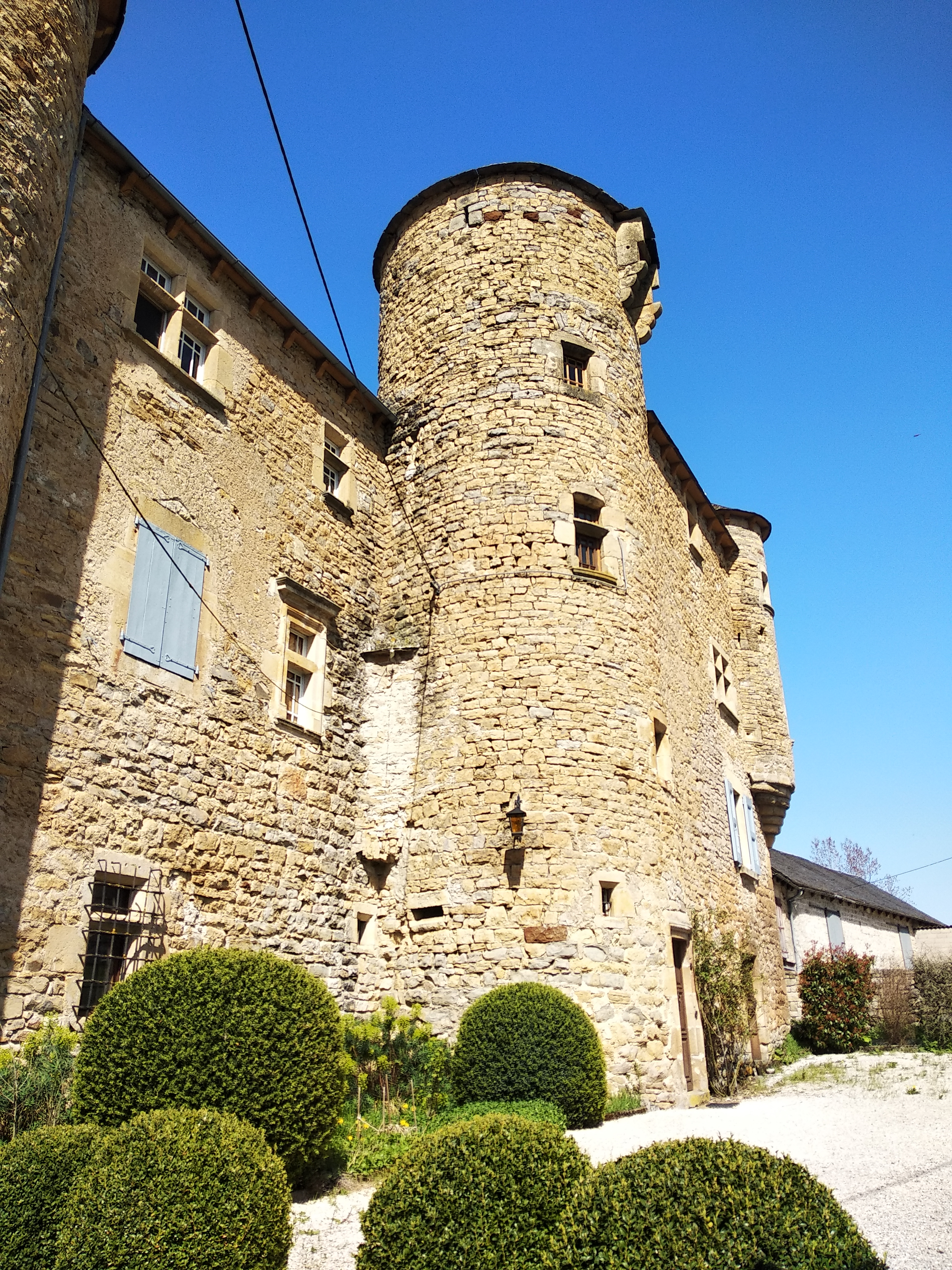
Façade orientale du château

### Les matériaux de construction
Le château est entièrement construit avec des pierres du pays. Il repose directement sur un socle rocheux apparent constitué de calcarénites dolomitiques jaunâtres du Lotharingien (I-4, partie supérieure du Sinémurien dans le Lias ; BRGM 1990).
Le gros œuvre est réalisé avec des moellons de calcaire divers appartenant essentiellement au Lias, extraits de carrières aujourd'hui disparues, situées probablement à faible distance, compte tenu des affleurements connus : fréquentes calcarénites parfois colithiques blanches de l'Hettangien Sinémurien (I 1-3), calcarénites massives du Lotharingien (I-4), calcaire gris-bleu et blanc noduleux du Carixien (I-5) abondants dans la construction, calcaires et miches du Domérien (I-6), calcaires gris-bleu lités du Toarcien (I 7-8), plus rarement calcaire noduleux gris de l'Aalénien (J 0) et calcaires gris à chailles du Bajocien (J 1d, Dogger ou Jurassique moyen).
L'échauguette nord-est présente une particularité géologique remarquable. Elle est presque uniquement bâtie en cargneules de l'Hettangien-Sinémurien (I 1-3). Des cargneules cloisonnées sont, en effet, connues localement dans ces étages. Les bâtisseurs du château ont donc spécialement utilisé, pour cette tourelle en porte-à-faux, un matériau solide mais léger car rempli de cavités. On sait que ce type de matériau a été souvent utilisé pour la construction de voûtes et de murs d'églises romanes, dans différentes régions de France, avec le souci d'alléger les parties hautes ou en porte-à-faux des édifices.
On remarque également dans les murs quelques blocs de gneiss provenant du Lévézou et des moellons de conglomérats à galets de quartz rose de l'Autumnien (F 1a, Permien-Paléozoïque).
En ce qui concerne la taille et la disposition des matériaux, pour les murailles on est en présente de moellons équarris ou ébauchés, à joints incertains, voire de simples cailloux, avec peu de mortier ; en revanche, l'entourage des baies et des portes, la base de l'échauguette, la bretèche, l'escalier à vis et les cheminées comportent des pierres très soigneusement taillées et appareillées.
Ces calcarénites prennent sur les murs sud et sud-est une patine jaune dorée qui donne à la construction un incomparable cachet artistique.
On notera, au passage, que ces matériaux ne sont pas tous de bonne qualité constructive et qu'en particulier les calcaires noduleux du Carixien et les calcaires bleus schisteux du Toarcien résistent mal aux intempéries (pierres gélives se délitant en feuillets) mais ont été utilisées à cause de leurs proximité d'extraction.
En revanche, les encadrements de portes et de fenêtres, les meneaux, les meurtrières, les marches de l'escalier à vis, les dalles de pavement, les grandes cheminées du château sont réalisées dans un calcaire d'excellente qualité : la « pierre de Mézérac » encore exploitée en carrière aujourd'hui (entreprise Tourrette) comme pierre de taille ; il s'agit de calcarénite dolomitique blanche en bancs épais de 10 à 30 cm, appartenant à l'Hettangien-Sinémurien (Lias inférieur), calcaire qui se prête bien à la taille et qui affleure sur une large surface (Mézérac, Gaillac d'Aveyron, Buzeins, Altès, le Méjanel, Prévinquières...). Ces calcaires sont particulièrement bien exposés sur les côtés sud de la RN88 entre Gaillac et l'ancienne gare de Lugan où ils ont été entaillés en falaise.
Cette roche a souvent été utilisée comme pierre de taille dans la région (porte d'entrée du château de Recoules par exemple). Au Méjanel, les marches de l'escalier à vis sont taillées dans ce calcaire et on aperçoit, à la partie supérieure de certaines d'entre elles, des traces de corrosion karstiques ou des figures de sédimentation prouvant que les carriers avaient conservée intacte la surface de certains bancs.
En conclusion, pour éviter des charrois inutiles, les constructeurs du château du Méjanel ont utilisé les carbonates essentiellement liasiques trouvées à profusion à proximité, même si leurs caractéristiques mécaniques n'étaient pas toutes parfaites.

### Place et rôle des «repaires» dans l'ancien Rouergue
Comme le note J. Delmas (1992) à propos de Salles-la-Source, « la dispersion des « salles » ou « repaires » fut générale en Rouergue à partir des XIIe et XIIIe siècles, les seigneurs descendant des hauteurs rocheuses et cherchant des sites pour larges et plus riants ». « Ils s'installèrent presque tous auprès de vieux hameaux paroissiaux où ils avaient des biens et des droits... ».
Ces « repaires », disséminés dans toute la campagne aveyronnaise, constituaient, aux XVe et XVIe siècles, des châteaux à « coup de mains » susceptibles d'accueillir, en cas de danger, la population des hameaux voisins et de résister à l'attaque d'une bande armée mais non pas à un siège en règle.
Ces dispositions étaient prises « pour sa fortification, seûreté et déffense des aventuriers et autres gens vaccabonds allant et pillant par le plat pays... ». 

## Historique
Le château du Méjanel, bâti donc, semble-t-il au XVIe siècle, appartenait durant ce siècle et pendant la plus grande partie du siècle suivant, à la famille du Claux (ou du Claus), seigneurs de Grésière et de Galhac, fixée à Meyrueis (Lozère) dans la vallée de la Jonte et dont les armes figurent, nous l'avons vu, sur une cheminée du « repaire ».
Cette famille était, d'après le marquis de Valady (1927), un rameau de la très ancienne famille des Jouéry, seigneurs du Claux près de Firmi.
Les armes des du Claux sculptées sur une cheminée du Méjanel, sont les suivantes : « aux 1 et 4 de gueules à l'escarboucle de huit rais pommelés d'argent, écartelé aux 2 et 3 d'azur au lion d'or armé lampassé de gueules » (d'après Henri Jougla de Morenas, Grand armorial de France, t. III).
Le fief du Méjanel, simple seigneurie directe sans justice, relevait des Garceval en leur qualité de coseigneurs de Prévinquières.
Vers la fin du XVIIe siècle, en 1673, Jacques du Claux, sieur de Galhac, habitant au château du Méjanel, institua son héritier universel Charles de Micheau, seigneur de La Coste et de Cabanes, son cousin, auteur de la branche de Micheau de Cabanes près de Ségur.
Le Méjanel resta dans la famille des Cabanes jusqu'au 9 novembre 1784, date à laquelle Charles-Augustin de Micheau de Cabanes, garde du corps du roi, résidant au château de Cabanes, vendit le « repaire » et ses dépendances à Jean-Pierre Maurel, appartenant à une famille de cultivateurs très anciennement fixée au Méjanel dans la ferme du Vialaret. Le « repaire » passa ensuite par héritage à Charles Bonnefous, directeur honoraire des PTT, gendre de la famille Maurel puis à son fils Jean Bonnefous, ingénieur géologue pétrolier (Elf-Aquitaine).